# Machaerina muelleri
Machaerina muelleri är en halvgräsart som först beskrevs av Charles Baron Clarke, och fick sitt nu gällande namn av Tetsuo Michael Koyama. Machaerina muelleri ingår i släktet Machaerina och familjen halvgräs. Inga underarter finns listade i Catalogue of Life.